# Pipistrellus
Pipistrellus es un género de murciélagos microquirópteros de la familia Vespertilionidae. El nombre de este género, Pipistrellus, procede del italiano y significa murciélago.
Son muy difíciles de diferenciar entre sí, actualmente se considera importante la serie dentaria superior, pero algunas especies solo se han podido reconocer por estudios de ADN en las últimas décadas del siglo XX.

## Especies
- Subgénero - Pipistrellus (Pipistrellus), Kaup, (1829).

- Pipistrellus abramus, Temmick, (1840).
- Pipistrellus adamsi, Kitchener, Caputi & Jones, (1986).
- Pipistrellus aero, Heller, (1912).
- Pipistrellus angulatus, Peters, (1880).
- Pipistrellus ceylonicus, Kelaart, (1852).
- Pipistrellus collinus, Thomas, (1920).
- Pipistrellus coromandra, Gray, (1838).
- Pipistrellus deserti, Thomas, (1904).
- Pipistrellus endoi, Imaizumi, (1959).
- Pipistrellus hanaki Hulva & Benda, 2004
- Pipistrellus hesperidus, Temminch, (1840).
- Pipistrellus hesperus, H. Allen, 1864.
- Pipistrellus inexspectatus, Aellen, 1959.
- Pipistrellus javanicus, Gray, 1838.
- Pipistrellus kuhlii, Kuhl, 1817.
- Pipistrellus maderensis, Dobson, (1878).
- Pipistrellus minahassae, A. Meyer, (1899).
- Pipistrellus murrayi, Andrews, 1900.
- Pipistrellus nanulus, Thomas, (1904).
- Pipistrellus nathusii, Keyserling & Blasius, (1839).
- Pipistrellus papuanus, Peters & Doria, (1881).
- Pipistrellus paterculus, Thomas, (1915).
- Pipistrellus permixtus, Aellen, (1957).
- Pipistrellus pipistrellus, Schreber, (1774).
- Pipistrellus pygmaeus, Leach, (1825).
- Pipistrellus raceyi Bates et al., 2006
- Pipistrellus rueppellii, J. Fischer, (1829).
- Pipistrellus rusticus, Tomes, (1861).
- Pipistrellus stenopterus, Dobson, (1875).
- Pipistrellus sturdeei, Thomas, (1915).
- Pipistrellus tenuis, Temminck, (1840).
- Pipistrellus wattsi, Kitchener, Caputi & Jones, (1986).
- Pipistrellus westralis, Koopman, (1984).

- Subgénero - Pipistrellus (Perimyotis), Menu, (1984).

- Pipistrellus subflavus, F. Cuvier, (1832).